# Une femme a passé
Une femme a passé è un film del 1928 diretto da René Jayet, al suo primo lungometraggio.

## Trama
Concha, scende le scale ed appare per "La Féria", una baraccopoli situata nel seminterrato di una città marinara. Concha è una donna non molto attraente, ma che riesce negli uomini a provocare il desiderio di possederla. Il vecchio marinaio, Jean-Marie Grignard la vuole portare a vivere sulla sua chiatta, che periodicamente naviga lungo il canale del fiume. Jean-Marie Grignard è una persona onesta, ma Concha lo disprezza ed a causa di un brutto incidente, accetta la sua offerta di vivere sulla chiatta con lui. Sulla chiatta ci lavora anche il figlio adottivo Pierre e la domestica Gertrude e così il dramma inizia quando Concha inizia una relazione con Pierre.